# Rhynchosteres tuberculatus
Rhynchosteres tuberculatus är en stekelart som beskrevs av Van Achterberg 1983. Rhynchosteres tuberculatus ingår i släktet Rhynchosteres och familjen bracksteklar. Inga underarter finns listade i Catalogue of Life.